# Кешишлък (Валовищко)
Вижте пояснителната страница за други значения на Кешишлък.
Кешишлък или Кешишлик (на гръцки: Αετοβούνι, Аетовуни, катаревуса Αετοβούνιον Аетовунион, до 1927 Κεσισλίκ, Кесислик или Κισιολίτι, Кисьолити) е бивше село в Егейска Македония, в Гърция, дем Синтика (Синдики).

## География
Селото било е разположено в южните склонове на Беласица, на три километра северно от Хаджи Бейлик (Вирония).

## История

### Етимология
Според Йордан Н. Иванов името е турското keşişlik, място, където живеят калугери, производно от keşiş.

### В Османската империя
На северозапад от селото, в местността Голямо градище, през средновековието има голям манастир, с което се свързва и името на селото.
През XIX век и началото на XX век, Кешишлък е български чифлик в Демирхисарска каза на Османската империя, собственост до 1912 година на Акил бей от Сяр и наброява над 100 къщи.
В „Етнография на вилаетите Адрианопол, Монастир и Салоника“, издадена в Константинопол в 1878 година и отразяваща статистиката на населението от 1873 година, Кайшли чифлик (Kaïchli-tchiflik) е посочено като село с 45 домакинства, като жителите му са 140 българи.
В 1891 година Георги Стрезов пише за селото:
| „ | Кешишлък, чифлик на пътя от Валовища за Порой, 7 1/2 часа на СЗ. Броят на къщите възлиза на 40, само турци. | “ |

Според статистиката на Васил Кънчов („Македония. Етнография и статистика“) от 1900 година селото брои 300 жители, всички българи.
По данни на секретаря на Българската екзархия Димитър Мишев („La Macédoine et sa Population Chrétienne“) в 1905 година в Кешишлък (Kichichlik) живеят 560 българи екзархисти.
В 1904/1905 година в българското училище в Кишишлик преподава Константин Христов.

### В Гърция
В 1912 година турците разрушават Кешишлък под предлог, че жителите му крият оръжие и избиват над 60 души, а цялото население бяга в България.
През Балканската война в октомври 1912 година селото е освободено от българската армия. По време на Междусъюзническата война на 9 юли 1913 година селото е опожарено от гръцките войски. След войната Кешишлък попада в пределите на Гърция.
Наследници на бежанци от селото днес живеят в Сандански, Петрич и региона.
В 1922 година при обмена на население между Гърция и Турция след Гръцко-турската война в селото са заселени гърци бежанци, като според преброяването от 1928 година Кешишлък (Κεσισλίκ) е бежанско село с 82 бежански семейства с 315 души.